# Гравло, Юбер-Франсуа
Юбе́р-Франсуа́ Гравло́, также Гравело́ (фр. Hubert-François Gravelot, [ɡraˈvlo]; собственно Юбер-Франсуа Бургиньон д’Анвиль [Hubert-François Bourguignon d'Anville]; 26 марта 1699, Париж— 20 апреля 1773, Париж) — французский рисовальщик и гравёр, выдающийся мастер книжной иллюстрации стиля рококо. Ученик Франсуа Буше. В течение пятнадцати лет работал в Англии, где стал первым учителем Томаса Гейнсборо. Младший брат географа Жана-Батиста д’Анвиля.

## Биография
Юбер-Франсуа учился в Королевской академии живописи и скульптуры в Париже, но не был в числе выдающихся учеников, он самостоятельно уехал в Рим, но из-за нехватки средств был вынужден вернуться в Париж. После неудачного коммерческого предприятия его отца в Сан-Доминго, куда его отправил отец, он вернулся в Париж и стал учеником вначале Жана Ресту Младшего, а затем Франсуа Буше.
С 1732 по 1745 год Гравело жил в Лондоне. Хотя он, как и многие его соотечественники, был подвержен англомании, он отправился туда по приглашению гравёра Клода Дюбоска для работы над гравюрами английского издания произведения Бернара Пикара «Трактат о религиозных церемониях всех народов».
Гравло начал посещать «Общество художников» и Академию Сент-Мартинс-Лейн, организованную Уильямом Хогартом в помещении своего свёкра сэра Джеймса Торнхилла. Академия Святого Мартина стала неофициальной предшественницей Королевской академии художеств в то время, когда в Лондоне не было ни галереи, ни музея, ни публичных художественных выставок, эквивалентных выставкам Королевской академии в Париже и знаменитому Парижскому салону. Гравело взял в ученики некоего Томаса Гейнсборо, посещавшего уроки рисования в академии Святого Мартина, и который впоследствии стал одним из самых выдающихся художников английской школы XVIII века.
Гравло стал одним из пропагандистов «стиля рокайля» в Англии. Он отличился иллюстрациями и рокайльными орнаментами, которые он создавал для краснодеревщиков, обойщиков и других мастеров декоративно-прикладного искусства, они стали источником вдохновения для ювелиров, мебельщиков, картоньеров шпалер и декораторов, в том числе знаменитого Томаса Чиппендейла и живописцев по фарфору фабрики Челси.
Его иллюстрации, в частности тридцать пять фронтисписов к единственному изданию «Полного собрания сочинений Шекспира» 1744 года, оказали влияние на английских художников.
В скором времени Гравло обратил на себя внимание известного гравёра и историка Джорджа Вертью — по словам последнего, манера Гравло «так же аккуратна и правильна, как и Пикара», отметил он в 1733 году «очень любопытное перо, выписывающее аккуратно, в последнее время он был в Глостерширe, где был нанят для рисования памятников, старинных церквей и других древностей … немного пробовал себя в живописи». Позднее в 1741 году Вертью также отметил, что Гравло в «подготовительных рисунках для гравировки и всех других видах работ по золоту и серебру наделен большим гением в плодотворных изобретательных исторических зарисовках и украшениях».
Антифранцузские настроения в Лондоне, появившиеся после битвы при Фонтенуа, в октябре 1745 года заставили художника вернуться в Париж. Он вернулся в сопровождении своего ученика Томаса Майора, позже ставшим первым гравёром, избранным ассоциированным членом Королевской академии, и с состоянием в 40 000 ливров.
Юбер-Франсуа Гравло снискал славу прежде всего как книжный иллюстратор: среди его главных работ были иллюстрации к изданиям: «История Тома Джонса, найдёныша» Генри Филдинга (Париж и Лондон, 1750), «История кавалера де Грие и Манон Леско» (1753), его шедевр иллюстрации к «Декамерону» Боккаччо (1757), «Юлия, или Новая Элоиза» Жан-Жака Руссо (1761), «Нравоучительные рассказы» Мармонтеля (1765), французский перевод «Метаморфоз» Овидия (1767—1771) и «Освобождённый Иерусалим» Торквато Тассо (1771), а также полное собрание сочинений Корнеля, Расина и Вольтера: некоторые из этих иллюстрированных книг считаются одними из самых красивых для того времени.

## Иллюстрации к литературным произведениям
- «Памела, или Вознаграждённая добродетель» Сэмюэля Ричардсона. 1742. По рисунку Фрэнсиса Хеймана
- «История кавалера де Грие и Манон Леско». 1753
- «Декамерон» Боккаччо. 1757
- «Тост», сатирическая поэма Уильяма Кинга. 1735
- Наброски к виньеткам. 1733—1744
- «Генрих VI» У. Шекспира
- «История Тома Джонса, найдёныша» Генри Филдинга. 1750
- «История Тома Джонса, найдёныша» Генри Филдинга. 1750